# Kengo Hirachi
Kengo Hirachi (平地 健吾 Hirachi Kengo; 30 de novembro de 1964) é um matemático japonês, especialista em análise matemática.
Hirachi obteve na Universidade de Osaka o bacharelado em 1987, um mestrado em 1989 e um doutorado em 1984, orientado por Gen Komatsu, com a tese The second variation of the Bergman kernel for ellipsoids, onde foi pesquisador assistente de 1989 a 1996 e lecturer de 1996 a 2000. Foi professor associado de 2000 a 2010 e full professor de 2010 até a atualidade na Universidade de Tóquio.
Recebeu o Prêmio Stefan Bergman de 2006. Foi Lista de palestrantes do Congresso Internacional de Matemáticos em Seul (2014: Q and Q-prime curvature in CR geometry).